# 卢克·库姆斯
卢克·阿尔伯特·库姆斯（/koʊmz/，1990年3月2日—）是美国乡村音乐歌手和词曲作者。库姆斯在北卡罗来纳州出生长大，幼时就开始表演音乐。后来，他从大学退学，搬到纳什维尔追逐音乐生涯。
2014年，库姆斯发表首张EP《The Way She Rides》。2015年，库姆斯发表的单曲〈Hurricane〉在美国爆红，引起主流唱片公司关注，他之后与索尼音乐签约。2017年，库姆斯发表首张专辑《This One's for You》，专辑在公告牌二百强专辑榜最高达到第四名；专辑中收录的单曲〈Hurricane〉、〈When It Rains It Pours〉成为美国热门单曲、〈Beautiful Crazy〉被认证为钻石单曲。2019年，发表第二张专辑《What You See Is What You Get》，此专辑在多个地区榜单登顶。2022年，发表专辑《Growin' Up》，其中歌曲〈The Kind of Love We Make〉在公告牌百强单曲榜最高登上第8位。2023年，库姆斯发行第四张专辑《Gettin' Old》，其中翻唱特蕾西·查普曼的知名歌曲〈Fast Car〉在公告牌百强单曲榜最高登上第2位。
库姆斯获得4项乡村音乐学院奖、8项鄉村音樂協會獎，并获得6项格莱美奖提名。

## 早年生活
卢克·库姆斯出生于北卡罗来纳州夏洛特，是家中独子，其父母是切斯特和朗达·库姆斯。他在8岁时搬到了阿什维尔。库姆斯童年时就开始表演唱歌。他在读高中时打橄榄球，还参加多个声乐团，并在卡内基大厅单人表演过。之后，库姆斯就读阿巴拉契亞州立大學，期间他在酒吧工作和表演。他在伯恩的帕提农咖啡店举办了第一次乡村音乐秀。在毕业前的最后一个月，库姆斯选择辍学；随后，他搬到了纳什维尔，开始追逐音乐生涯。

## 音乐生涯
2014年2月，库姆斯自己发行了首张EP《The Way She Rides》，同年晚些时候发行第二张EP《Can I Get an Outlaw》。2015年7月，库姆斯在iTunes发布单曲〈Hurricane〉，首周就售出1.5万张，并在公告牌热门乡村歌曲榜上排名第46位，此番成绩引起了River House Artists和索尼旗下哥伦比亚纳什维尔的注意。2015年11月，库姆斯发行第三张EP《This One's for You》。2016年，库姆斯与索尼音乐签约。〈Hurricane〉之后重新发行，并于2017年5月15日登顶公告牌乡村音乐电台榜，并被美国唱片业协会（RIAA）认证为8×白金单曲。
2017年6月，库姆斯发表首张专辑《This One's for You》。该专辑首周即登顶公告牌乡村音乐专辑榜，在公告牌二百强专辑榜最高排名第四。专辑中歌曲〈When It Rains It Pours〉被RIAA认证为9×白金单曲。2018年6月，库姆斯发行首张专辑的豪华版，名为《This One's for You Too》，额外收录五首新歌，其中〈Beautiful Crazy〉被RIAA认证为钻石单曲。该张专辑在公告牌乡村音乐专辑榜上50周排名第一，创造了彼时男艺人在该榜单上夺冠时间最长的记录。
2019年6月11日，库姆斯受邀成为乡村音乐殿堂Grand Ole Opry的成员。11月8日，库姆斯发行第二张专辑《What You See Is What You Get》。2020年10月23日推出豪华版，名为《What You See Ain't Always What You Get》，额外收录五首新歌。其中歌曲《Forever After All》在苹果音乐和Spotify上创下了乡村音乐的播放量记录，并在公告牌百强单曲榜首周空降第二名。
2022年6月24日，库姆斯发行第三张专辑《Growin' Up》。其中歌曲〈The Kind of Love We Make〉在公告牌百强单曲榜最高登上第8位。
2023年3月24日，库姆斯发行第四张专辑《Gettin' Old》。其中库姆斯翻唱特蕾西·查普曼的知名歌曲〈Fast Car〉在公告牌百强单曲榜最高登上第2位。库姆斯称这首歌是自己最喜欢的歌，在他小时候就给他自己很深的影响。

## 音乐作品
录音室专辑
- 《This One's For You（英语：This One's for You (Luke Combs album)）》（2017年）
- 《What You See Is What You Get（英语：What You See Is What You Get (Luke Combs album)）》（2019年）
- 《Growin' Up（英语：Growin' Up (Luke Combs album)）》（2022年）
- 《Gettin' Old（英语：Gettin' Old）》（2023年）

## 奖项与提名
乡村音乐学院奖
| 年份 | 奖项              | 提名内容                            | 结果 | 参考资料 |
| ---- | ----------------- | ----------------------------------- | ---- | -------- |
| 2018 | 年度新人男歌手    |                                     | 提名 | [ 24 ]   |
| 2019 | 年度新人男歌手    |                                     | 獲獎 | [ 24 ]   |
| 2019 | 年度男歌手        |                                     | 提名 | [ 24 ]   |
| 2020 | 年度艺人          |                                     | 提名 | [ 24 ]   |
| 2020 | 年度男歌手        |                                     | 獲獎 | [ 24 ]   |
| 2020 | 年度专辑          | 《What You See Is What You Get》    | 獲獎 | [ 24 ]   |
| 2021 | 年度艺人          |                                     | 提名 | [ 24 ]   |
| 2021 | 年度男歌手        |                                     | 提名 | [ 24 ]   |
| 2021 | 年度音乐事件      | 《Does to Me》（与埃里克·彻奇合唱） | 提名 | [ 24 ]   |
| 2021 | Gene Weed里程碑奖 |                                     | 獲獎 | [ 24 ]   |
| 2022 | 年度艺人          |                                     | 提名 | [ 24 ]   |
| 2022 | 年度男歌手        |                                     | 提名 | [ 24 ]   |

乡村音乐协会奖
| 年份 | 奖项         | 提名内容                                  | 结果 | 参考资料 |
| ---- | ------------ | ----------------------------------------- | ---- | -------- |
| 2017 | 年度新人     |                                           | 提名 | [ 25 ]   |
| 2018 | 年度新人     |                                           | 獲獎 | [ 25 ]   |
| 2018 | 年度男歌手   |                                           | 提名 | [ 25 ]   |
| 2019 | 年度男歌手   |                                           | 獲獎 | [ 25 ]   |
| 2019 | 年度歌曲     | 《Beautiful Crazy》                       | 獲獎 | [ 25 ]   |
| 2019 | 年度音乐事件 | 《Brand New Man》（与布鲁克斯和邓恩合唱） | 提名 | [ 25 ]   |
| 2020 | 年度艺人     |                                           | 提名 | [ 25 ]   |
| 2020 | 年度男歌手   |                                           | 獲獎 | [ 25 ]   |
| 2020 | 年度专辑     | 《What You See Is What You Get》          | 獲獎 | [ 25 ]   |
| 2020 | 年度单曲     | 《Beer Never Broke My Heart》             | 提名 | [ 25 ]   |
| 2020 | 年度歌曲     | 《Even Though I'm Leaving》               | 提名 | [ 25 ]   |
| 2020 | 年度歌曲     | 《I Hope You're Happy Now》               | 提名 | [ 25 ]   |
| 2021 | 年度艺人     |                                           | 獲獎 | [ 25 ]   |
| 2021 | 年度男歌手   |                                           | 提名 | [ 25 ]   |
| 2021 | 年度歌曲     | 《Forever After All》                     | 提名 | [ 25 ]   |
| 2022 | 年度艺人     |                                           | 獲獎 | [ 25 ]   |
| 2022 | 年度男歌手   |                                           | 提名 | [ 25 ]   |
| 2022 | 年度专辑     | 《Growin' Up》                            | 獲獎 | [ 25 ]   |

格莱美奖
| 年份 | 奖项              | 提名内容                                                  | 结果 | 参考资料 |
| ---- | ----------------- | --------------------------------------------------------- | ---- | -------- |
| 2019 | 最佳新人          |                                                           | 提名 | [ 26 ]   |
| 2020 | 最佳乡村组合/团体 | 《Brand New Man》（与布鲁克斯和邓恩合唱）                 | 提名 | [ 26 ]   |
| 2022 | 最佳乡村歌手      | 《Forever After All》                                     | 提名 | [ 26 ]   |
| 2023 | 最佳乡村组合/团体 | 《Outrunnin' Your Memory》（与米蘭達·蘭伯特合唱）         | 提名 | [ 26 ]   |
| 2023 | 最佳乡村歌曲      | 《Doin' This》（与Drew Parker、Robert Williford共同创作） | 提名 | [ 26 ]   |
| 2023 | 最佳乡村专辑      | 《Growin' Up》                                            | 提名 | [ 26 ]   |